# Aizoon kochii
Aizoon kochii là một loài thực vật có hoa trong họ Phiên hạnh. Loài này được J.Wagner mô tả khoa học đầu tiên năm 1905.